# China Postal Airlines
China Postal Airlines (en chino tradicional, 中國郵政航空; en chino simplificado, 中国邮政航空; pinyin, Zhōngguó Yóuzhèng Hángkōng) es una aerolínea de carga con sede en Pekín, República Popular de China. Opera servicios de correo exprés y  transporte de carga, principalmente para China Post a más de 300 destinos nacionales, así como servicios regulares y chárter internacionales. Su base principal es el aeropuerto internacional de Nankín.

## Historia
La aerolínea fue fundada el 25 de noviembre de 1996 y comenzó a operar el 27 de febrero de 1997. Es propiedad de China Post (51%) y China Southern Airlines (49%). Fue creada originalmente para operar los servicios postales nacionales, pero en 2006 introdujo servicios regulares internacionales a Corea del Sur y Japón. Desde enero de 2007 se introdujeron los servicios chárter internacionales de carga.

## Flota
La flota de China Postal Airlines se compone de las siguientes aeronaves con una edad media de 22,2 años (a agosto de 2024):